# Tabanus palawanensis
Tabanus palawanensis är en tvåvingeart som beskrevs av Philip 1959. Tabanus palawanensis ingår i släktet Tabanus och familjen bromsar. Inga underarter finns listade i Catalogue of Life.